# Chimonobambusa unifolia
Chimonobambusa unifolia är en gräsart som först beskrevs av Tong Pei Yi, och fick sitt nu gällande namn av Tai Hui Wen. Chimonobambusa unifolia ingår i släktet Chimonobambusa och familjen gräs. Inga underarter finns listade i Catalogue of Life.